# Polypsecadium magellanicum
Polypsecadium magellanicum là một loài thực vật có hoa trong họ Cải. Loài này được (Juss. ex Pers.) Al-Shehbaz mô tả khoa học đầu tiên năm 2006.